# ミシュナー

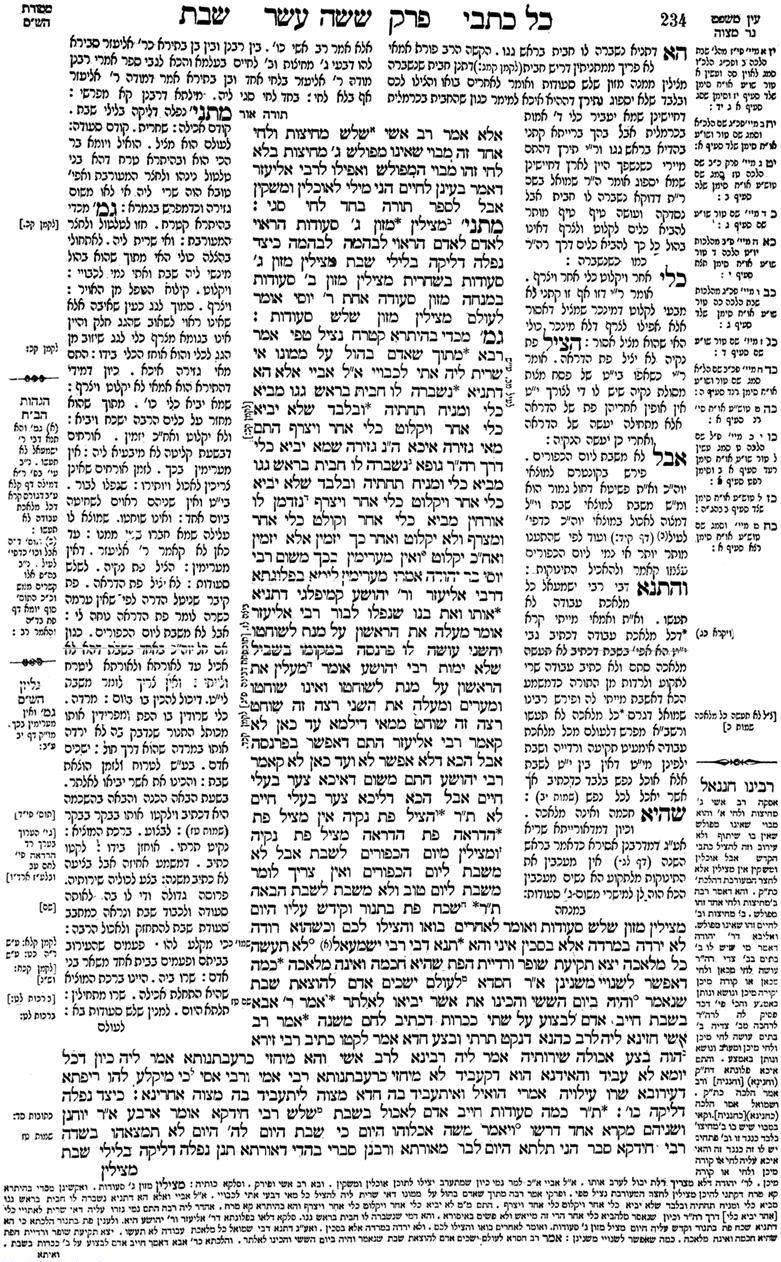
ミシュナー、その下のゲマーラー（本論）、左右のラシの注解書とトーサーフォート達の注解書、最下部のハナンエルの注解書

ミシュナー（ヘブライ語: מִשְׁנָה,、「反復」の意）とは、ソフリーム（紀元前6世紀 - 後1世紀）、タナイーム（1世紀 - 3世紀）の時代にユダヤ教の指導者・ラビによって行われたトーラーに関する註解や議論（口伝律法）を集成した文書。ユダヤ教ではモーセ五書に次いで重要とされる。タルムードの主文に位置づけられる。
1世紀末から2世紀ごろにアキバ・ベン・ヨセフが集成し、そののち3世紀頃にユダ・ハナシーによって引き継がれ集大成された。
また、アッガーダーとは「語り」という意味の概念用語で、ミクラーへの解説や格言を通して教訓的なものを引き出したり、聖書に書かれていない物語、様々な逸話などの類をいう。タルムードの3割はアッガーダーとなっている。

## 構成
- זרעים (ゼライーム　Zeraim) - 11編構成。祈りと祝福・什一税・農業に関する法を扱う。
  1. ベラホット Berakhot　祈りの言葉の規則について。9章。
  2. ペアー Pe'ah　貧しき者に土地の一角を与える（レビ記 19:9-10及び23:22、申命記 24:19-22）ためのミツワーに関連した戒律と、貧しき者の権利一般について。8章。
  3. デマイ Demai　生産から供せられる聖職者への寄付が定かでない様々な場合について。7章。
  4. キルアイム Kilayim　農業、衣類、飼育において禁じられている混ぜ物（レビ記 19:19、申命記 22:9-11）の規則について。9章。
  5. シェビイート Shevi'it　安息年(出エジプト記 23:11、レビ記 25:1–8、申命記 15:1–11)に関する農業と会計の規則について。10章。
  6. テルモット Terumot　僧侶に与えられる寄付(terumah)の規則(民数記 18:8-20、申命記 18:4)について。11章。
  7. マアセロット Ma'aserot　レビ族に与えられる十分の一税に関する規則 (民数記 18:21–24)について。5章。
  8. マアセル・シェニー Ma'aser Sheni　エルサレムで食べられるための十分の一税に関する規則 (申命記 14:22-26)について。5章。
  9. ハッラー Hallah　パン生地を僧侶に与えること(ハッラー)に関する法(民数記 15:18–21)について 。4章。
  10. オルラー Orlah　植えた植物をすぐに使うことの禁止(レビ記 19:23–25)について。3章。
  11. ビクリーム  Bikkurim　僧侶とエルサレム神殿に贈る初物 (出エジプト記 23:19、申命記 26:1)について。
- מועד (モエード　Moed) - 12編構成。安息日と祭りに関係する。
  1. シャバット Shabbat　安息日に禁じられている39の労働について。24章。
  2. エルビン Eruvin　運搬と旅のために安息日の領域を変える解釈/概要説明、Eruvもしくは安息日に行動できる範囲について。10章。
  3. ペサヒーム Pesahim　ペサハとその生贄に関する規定について。10章。
  4. シェカリーム Shekalim　2分の1シェケルの寄進とエルサレム神殿の費用と出費について。8章。
  5. ヨマー Yoma　ヨム・キプルの規定、特に大祭司による式典について。8章。
  6. スカー Sukkah　スコットと祭りの際に用いられる仮設の家（仮庵）について。また、スコットで使われる4つの植物(ナツメヤシの枝、シトロン、ギンバイカ、ヤナギ)について。5章。
  7. ベイツァー Beitza　Yom Tov (祝祭)において順守すべき規則について。5章。
  8. ロシュ・ハシャナー Rosh Hashanah　ユダヤ暦について、ローシュ・ハッシャーナーの祭礼について。4章。
  9. タアニート Ta'anit　干ばつ、その他予期せぬ良くない出来事が起きた時の、特別な断食について。4章。
  10. メギラー Megillah　プーリームにおいてエステル記を読むこと、またシナゴーグにおいてモーセ五書と預言書(ネビイーム)を読むことに関する規律と規定について。4章。
  11. モエード・カタン Mo'ed Katan　ペサハとスコットの中間日ホル・ハ・モエドについて。3章。
  12. ハギガー Hagigah　三巡礼祭(ペサハ、スコット、シャブオット)とエルサレムへの巡礼に持って行くべき奉納の品について。3章。
- נשים (ナシーム　Nashim) - 7編構成。結婚と離婚、誓約に対する作法とナジル人の法に関係する。
  1. イェバモット Yevamot　未亡人に義務付けられた義理の兄弟との婚姻に関連したユダヤの法レビラト婚 (申命記 25:5-10)とその他未成年のなどについて。16章。
  2. ケトゥボット Ketubot　ケトゥバー（ユダヤ教の婚前契約書）と処女、初夜権、夫婦間の義務について。13章。
  3. ネダリーム Nedarim　様々な種類の誓約(ネダリーム)と法的責任について。11章。
  4. ナジールNazir　ナジル人の誓約とナジル人であること(民数記 6)について。9章。
  5. ソター Sotah　姦通罪が疑われた女性(民数記 5)に対するソターの儀式、口語の定型句(雌牛の首を折る時、王の年7回行われる国民へのトーラー朗読、ゲリジム山、エバル山などの祝福と呪い)に関する儀式について。9章。
  6. ギッティン Gittin　離婚とその他の文書の概念について。9章。
  7. キダシン Kiddushin　結婚の最初の段階(正式な婚約)とユダヤの家系の法について。4章。
- נזיקין (ネズィキーン　Nezikin) - 10編構成。市民の商売と刑罰、法廷の機能と誓約について。
  1. ババ・カマ Bava Kamma　主に損害と補償に関する民事問題について。10章。
  2. ババ・メツィア Bava Metzia　主に不法行為と財産法に関する民事問題について。10章。
  3. ババ・バトラ Bava Batra　主に土地所有権に関する民事問題について。10章。
  4. サンヘドリン Sanhedrin　サンヘドリンでの裁判の規則、死刑、その他の刑事問題について。11章。
  5. マコット Makkot　Edim Zomemim (証人)、逃れの町、鞭打ち刑について。3章。
  6. シェブオット Shevu'ot　様々な種類の宣誓とその法的責任について。8章。
  7. エドゥヨット Eduyot　ミシュナーの時代の法的な争いの事例と、その他の色々な賢者とハラーハーの原理を説明する証言の紹介。8章。
  8. アヴォダー・ザラー Avodah Zarah　ユダヤ教徒と、(ユダヤ教徒から見て)異教徒もしくは偶像崇拝者との交流の法について。5章。
  9. アボット Avot　賢者の道徳的格言集。6章。
  10. ホラヨット Horayot　サンヘドリンによる大きな過ちのために捧げられる、地域社会の意図的でない罪の贖いのための生贄について。3章。
- קודשים (コダシーム　Kodshim) - 11編構成。生贄の儀式に関する、神殿と食事の法。
  1. ゼバヒーム Zevahim 動物と鳥を生贄にする手順について。14章。
  2. メナホット Menahot　エルサレム神殿への様々な穀物を元にした供物について。13章。
  3. フッリーン Hullin　屠殺と肉の消費(神聖な理由ではなく日常使われる動物)の法について。12章。
  4. ベホロット Bekhorot　動物と人間の長子の神聖化と贖罪について。9章。　
  5. アラヒン Arakhin　主に財産をエルサレム神殿に奉納した人と農地を奉納することについて。9章。
  6. テムラー Temurah　ある動物が生贄として捧げられた動物の代わりになった場合についての法の概要。7章。
  7. ケリトット Keritot　破門(karet)が懲罰となる戒律と、(多くの場合意図的でない)破戒に関連する生贄について。6章。
  8. メイラー Me'ilah　 エルサレム神殿の所有物を不正使用した場合の補償について。6章。
  9. タミード Tamid　日々の生贄(Tamid)の手順の概要。6章。
  10. ミドット Middot　第二神殿の採寸について。4章。
  11. キニーム Kinnim　鳥の生贄が混ざった場合に対する複雑な法について。3章。
- טהרות (トホロート　Tohorot) - 12編構成。祭儀的な潔・不潔等の法に関係する。
  1. ケイリーム Keilim　様々な器の宗教的な意味での純潔さと不潔さについて。30章(ミシュナーの中で最長）。
  2. オホロット Oholot　死体の穢れと、同じテント型構造の中の物にその不潔さの影を落とす独特の性質について。18章。
  3. ネガイーム Nega'im　　ハンセン病に関する法について。14章。
  4. パーラー Parah　生贄に用いる赤毛の雌牛に関する法について。12章。
  5. トホロット Tohorot　様々な純潔さに関する法、特に不潔さがうつる実際の仕組みと、食べ物の不潔さに関する法について。10章。
  6. ミクヴァオート  Mikva'ot　 ミクワーに関する法について。10章。
  7. ニッダー Niddah　Niddah(月経周期にあるか産後間もない女性)について。10章。
  8. マフシリン Makhshirin　食べ物が濡れた後に、何か不浄なものに接触して穢れたことを宣言するためのルールについて。6章。
  9. ザービーム Zavim　射精と淋病について。5章。
  10. テブール・ヨーム Yom　 ミクワーに入ったにもかかわらずその日の残りは清浄でない、特別な種類の穢れについて。4章。
  11. ヤダイム Yadayim　手の汚れと清め方について。4章。
  12. ウクツィーン Uktzim　果実と茎の関係。両者が互いに対して穢れをもたらすことについて。3章。

## ミシュナーの哲人の時代
1. 第1世代: Rabban Yohanan ben Zakkai's generation (circa 40-80 CE).
2. 第2世代: Rabban Gamliel of Yavneh, Rabbi Eliezer and en:Rabbi Yehoshua's generation, the teachers of Rabbi アキバ・ベン・ヨセフ.
3. 第3世代: The generation of Rabbi アキバ・ベン・ヨセフ and his colleagues.
4. 第4世代: The generation of Rabbi メイル, Rabbi en:Yehuda and their colleagues.
5. 第5世代: Rabbi イェフーダー・ハン＝ナーシー's generation.
6. 第6世代: The interim generation between the Mishnah and the Talmud: Rabbis Shimon ben Judah HaNasi and Yehoshua ben Levi, etc.

## 参考資料・文献案内

### 翻訳
- Herbert Danby. The Mishna. Oxford, 1933 (ISBN 0-19-815402-X).
- Jacob Neusner. The Mishnah: A New Translation. New Haven, reprint 1991 (ISBN 0-300-05022-4).
- Various editors. The Mishnah, a new translation with commentary Yad Avraham. New York: Mesorah publishers, since 1980s.

### 歴史的研究
- Shalom Carmy (Ed.) Modern Scholarship in the Study of Torah: Contributions and Limitations Jason Aronson, Inc.
- Shaye J.D. Cohen, Patriarchs and Scholarchs, Proceedings of the American Academy for Jewish Research 48 (1981), pp. 57-87
- Steven D. Fraade, "The Early Rabbinic Sage," in The Sage in Israel and the Ancient Near East, ed. John G. Gammie and Leo G. Perdue (Winona Lake, Indiana: Eisenbrauns, 1990), pp. 417-23
- Robert Goldenberg The Sabbath-Law of Rabbi Meir (Missoula, Montana: Scholars Press, 1978)
- Jacob Neusner Making the Classics in Judaism (Atlanta: Scholars Press, 1989), pp. 1-13 and 19-44
- Jacob Neusner Judaism: The Evidence of the Mishna (Chicago: University of Chicago Press, 1981), pp. 14-22.
- Gary Porton, The Traditions of Rabbi Ishmael (Leiden: E.J. Brill, 1982), vol. 4, pp. 212-25
- Dov Zlotnick, The Iron Pillar: Mishnah (Jerusalem: Bialik Institute, 1988), pp. 8-9

### ウィキメディア・プロジェクト
Wikisource's Open Mishnah Project is developing Mishnah texts, commentaries, and translations. The project is currently available in three languages: Hebrew (the largest collection), English, and French.

### 他の電子テキスト
- Mechon Mamre - マイモニデスによるヘブライ語テキスト
- The Structured Mishnah - Hebrew text according to the Albeck edition (without vowels) with special formatting.

### 日ごとのミシュナー (a study-cycle)
- The Daily Mishnah - uses the Kehati commentary (in English translation).
- Mishna Yomis - Daily Mishnah audio (English).
- Mishnah Yomit - One mishnah per day. (Note: this study-cycle follows a different schedule than the regular one; contains extensive archives in English).
- Mishnah of the Daf - a new Mishnah study cycle that parallels the progress of the Daf Yomi.

### インターネットの音声による講義
- Rabbi Meir Pogrow - advanced lectures (in English); free MP3 download.

### 写本（Manuscripts）
- Kaufmann manuscript of the Mishnah - View images of the entire vowelized manuscript.

Oral Traditions (chanting and pronunciation of the Mishnah):
- Jewish Oral Traditions Research Center (Hebrew University)
- The National Sound Archives at the Hebrew University (catalogue not currently online).